# Gele aderhertenzwam
De gele aderhertenzwam (Pluteus chrysophaeus) is een schimmel behorend tot de familie Pluteaceae. De kleur van de paddenstoel is mosterdgeel. De paddenstoel groeit solitair of in groepjes. Hij leeft saprotroof  op rottend loofhout (vooral iep, beuk of eik). Soms gedijt hij op hout dat in de grond is begraven, waardoor het lijkt alsof hij op de grond groeit. Hij veroorzaakt witrot in hout. Hij komt voor op min of meer kalkrijke, vruchtbare en vochtige grond. 

## Synoniemen
Synoniemen van de wetenschappelijke naam Pluteus chrysophaeus zijn:
- Pluteus galeroides P.D.Orton (1960)
- Pluteus luteovirens Rea (1927)
- Pluteus chrysophaeus var. chrysophaeus
- Agaricus leoninus var. chrysophaeus (Schaeff.) Fr. (1821)
- Agaricus crocatus Batsch (1783)
- Agaricus chrysophaeus Schaeff. (1774)

## Kenmerken
Hoed
De hoed heeft een diameter van 2 to 4 cm. De vorm is bij jonge vruchtlichamen klokvormig, later wordt deze gespreid met vaak een bobbeltje in het midden (umbo). De hoed is mosterdgeel of citroengeel van kleur en donkerder in het centrum. Het oppervlak is dof, lichtjes tot dicht gerimpeld richting de hoedrand. De rand is geribbeld. De hoedhuid bevat aan de bovenkant uitsluitend ronde cellen die met een loep zijn te zien.
Lamellen
De lamellen hebben vaak een geelachtige snede. De plaatjes zijn aanvankelijk wit en verkleuren naar vaalroze en staan dicht bij elkaar.
Steel
De steel is wit en bij oudere exemplaren met een gelige basis. De steel is 3 tot 3,5 cm hoog en 0,2 tot 0,4 cm dik. De vorm is gelijkmatig cilindrisch of licht taps toelopend aan de top, breekbaar en niet hol. Het oppervlak is bedekt met witte, geelachtige vezels aan de onderkant met de lichtste kleur beneden.
Geur en smaak
Het vruchtvlees is geelachtig grijs, verandert niet bij het snijden, smaak en geur zijn niet beduidend.
Sporen
De sporenprint is roze. 

### Microscopische kenmerken
De basidia zijn viersporig, 20-28 × 6-8 µm groot, dunwandig, knotsvormig en kleurloos. De basidiosporen zijn glad, breed ellipsoïde, eivormig of bijna rond 5-6 × 4,5-5 µm. De cheilocystidia zijn knots- of flesvormig, met apicale uitsteeksels, dunwandig, kleurloos, talrijk en meten 50–80 × 10–30 µm groot. De pleurocystidia zijn spoelvormig of flesvormig, kleurloos of met geelachtig pigment, met apicale aanhangsel en meten 40-95×10-30 µm. De hoedhuid is hymenoïde, bestaande uit knotsvormige, citroenvormige of afgeronde cellen van 30-70 × 10-30 µm groot, die een bruinachtig of geelachtig (langs de rand van de hoed) pigment bevatten. Het omhulsel van de steel bestaat uit cilindrische hyfen van 5 tot 20 µm breed, die een geelachtig pigment bevatten.

## Verspreiding
De gele aderhertenzwam wordt gevonden in Noord-Amerika, Europa en Azië. In Nederland komt de soort matig algemeen voor. Hij staat niet op de rode lijst en is niet bedreigd.

## Vergelijkbare soorten
Hij lijkt op:
- Goudgele hertenzwam (Pluteus leoninus), maar deze heeft een kenmerkende geschubde en fluweelachtige hoed.
- Geelsteelhertenzwam (Pluteus romellii), maar deze heeft een olijfbruine hoed met een bruin centrum.

## Foto's

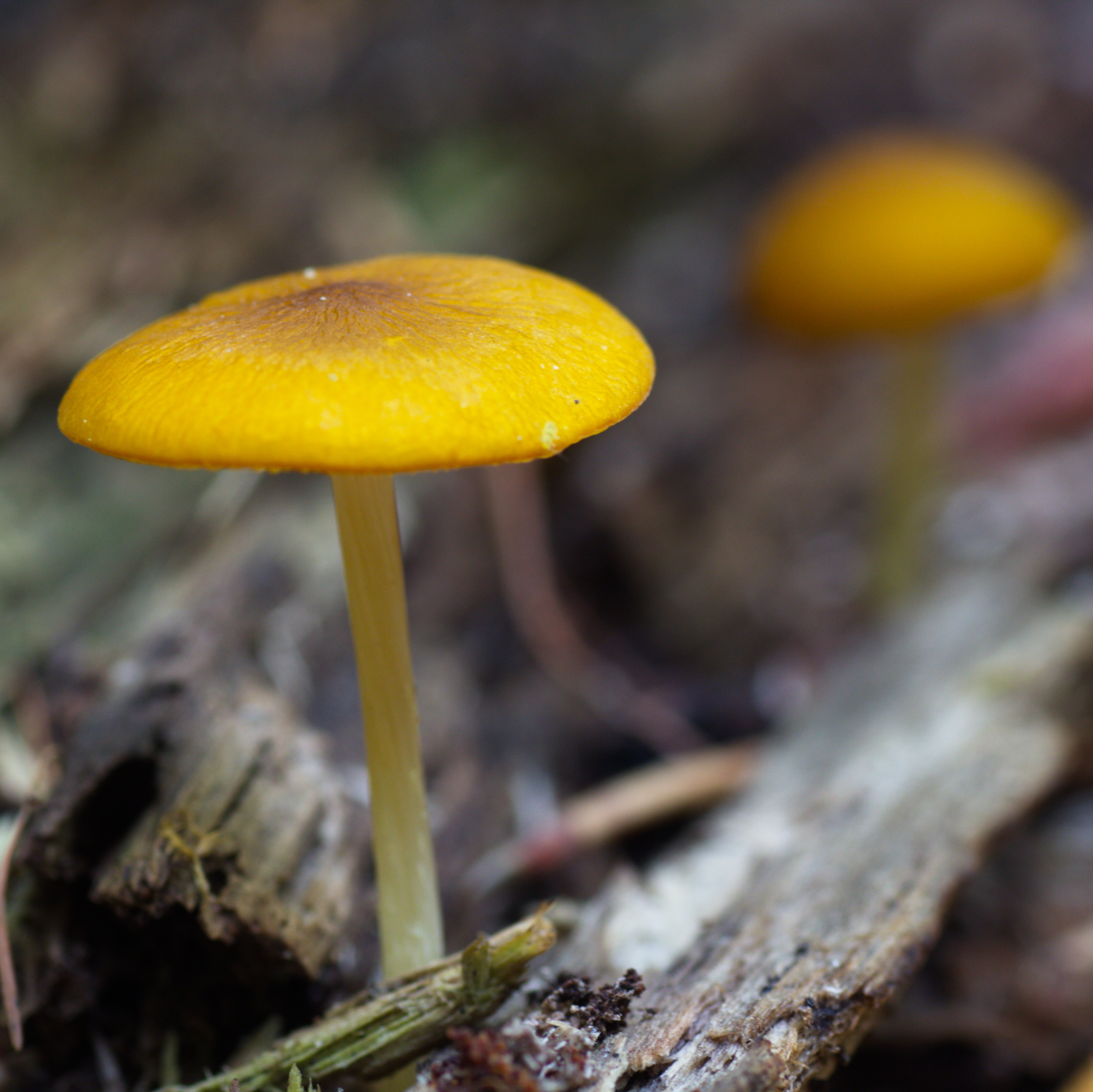
Zijaanzicht
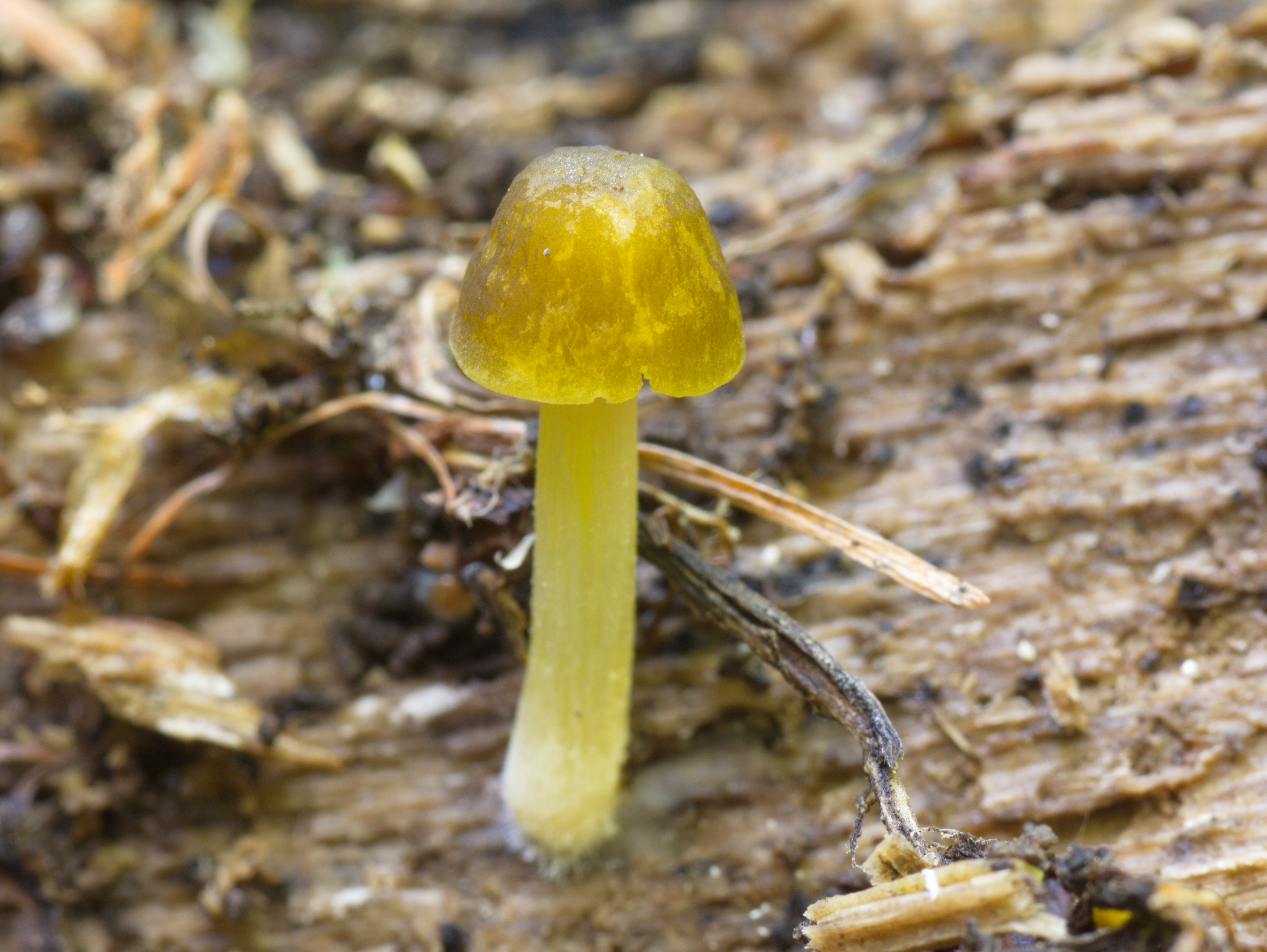
jong exemplaar
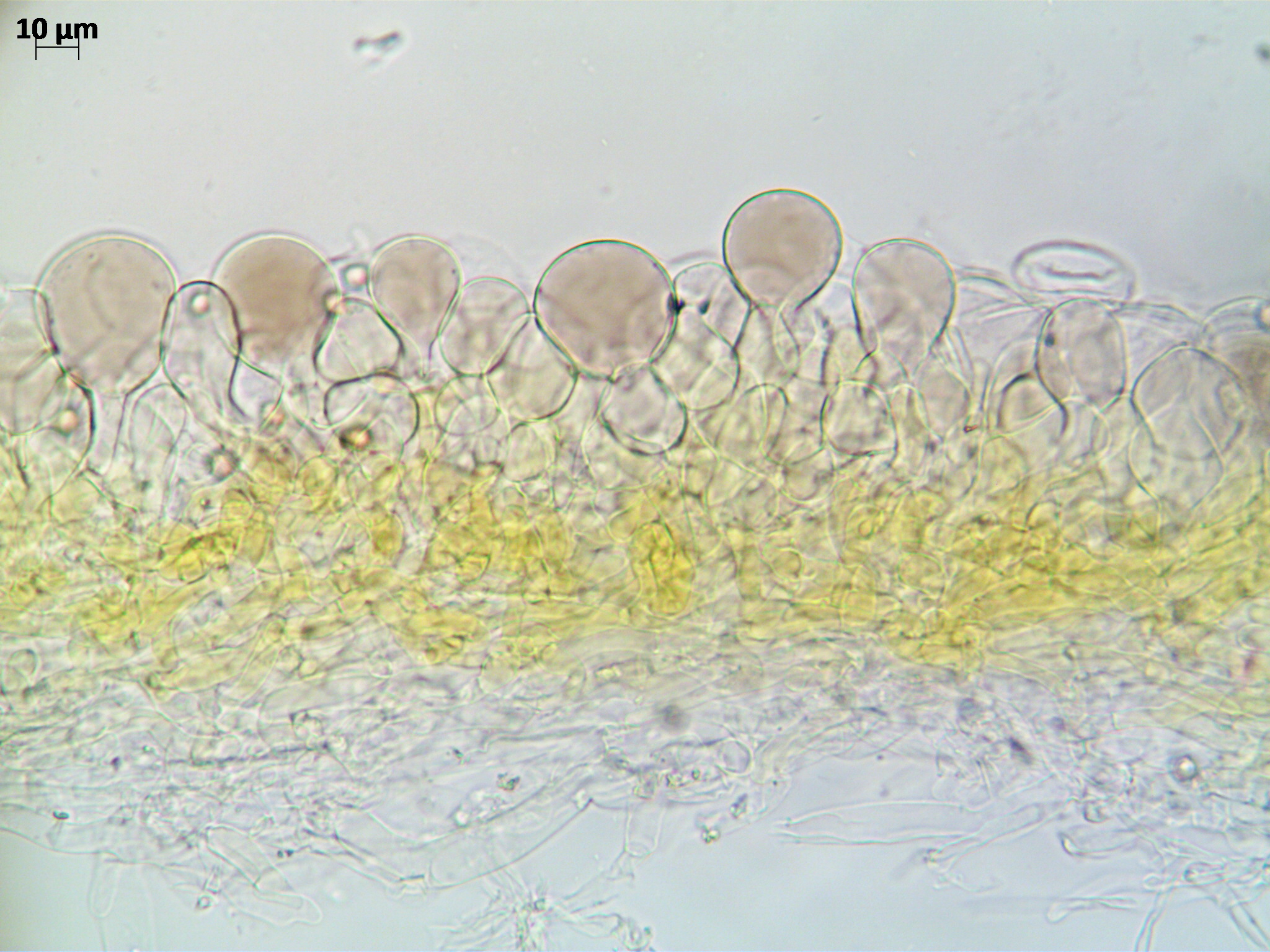
Cystidia
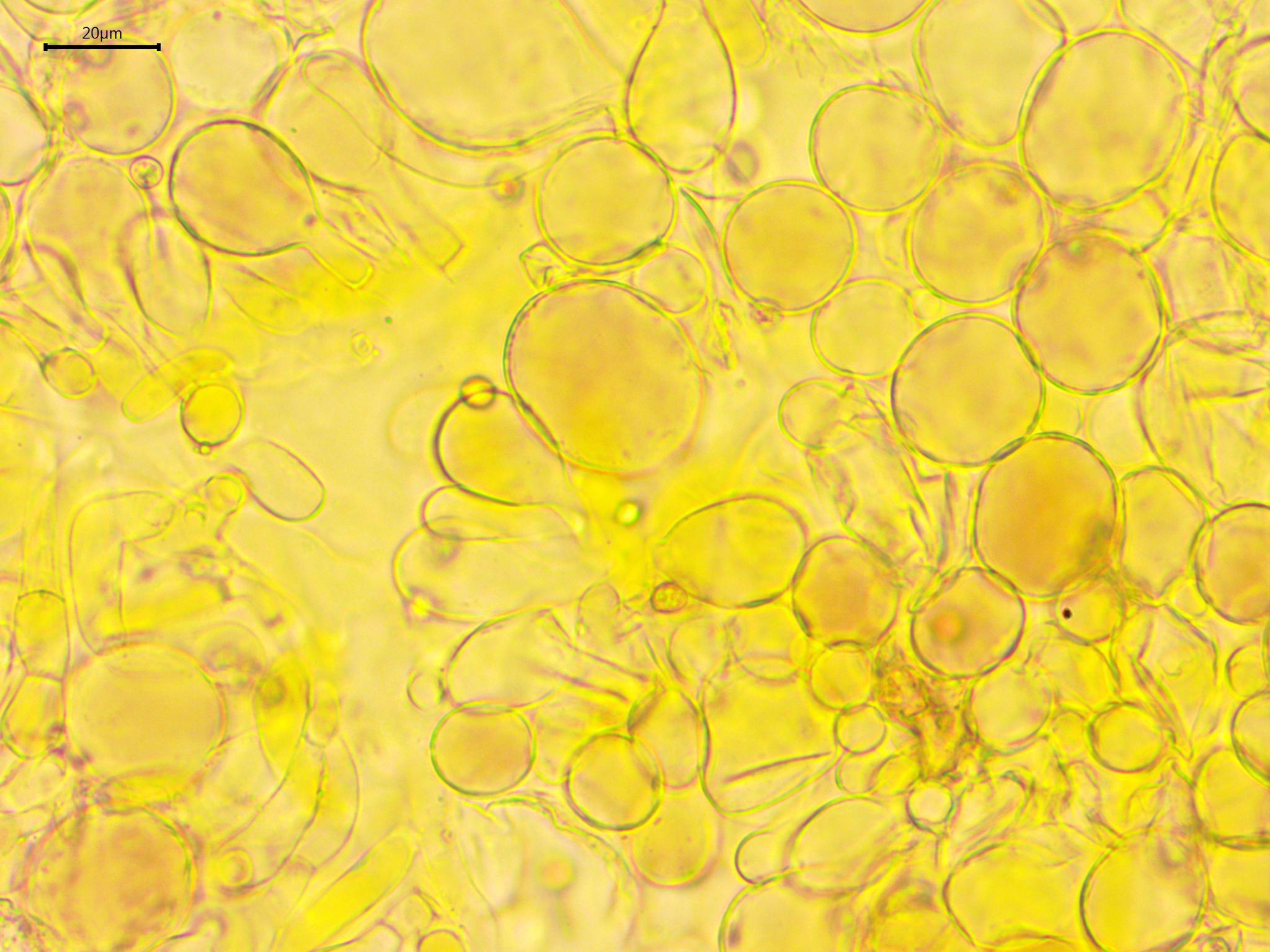